# Henrik II. od Limburga
Henrik II. (? – Rim, 1167.) bio je vojvoda Limburga i grof Arlona. Njegovi su roditelji bili Waleran, vojvoda Donje Lorene i Juta od Wassenberga.
Henrik je napao Gotfrida II. od Louvaina, ali je izgubio. 
1136. Henrik se prvi put oženio, Matildom od Saffenberga. Njezin je otac bio grof Adolf. Matilda je Henriku rodila Margaretu i Henrika III. Margareta se udala za Gotfrida III. od Louvaina.
1147. Henrik je postao grof Arlona jer je njegov brat Waleran umro bez djece.
Oko 1150. Henrik je oženio Lauretu Flandrijsku, kćer Thierryja I. Flandrijskoga. Ona se rastala od Henrika te je umrla 1175. Bila je i žena Ivana od Aalsta, Rudolfa I. od Vermandoisa i Henrika IV. Slijepog. Od četvrtog je muža pobjegla te je postala ekskomunicirana redovnica u Voorstu. 